# سردر مسجد جامع خنج
سر در مسجد جامع خنج مربوط به سدهٔ ۷ تا ۸ ه.ق است و در خنج، محله حاج محمدابونجم واقع شده و این اثر در تاریخ ۲۳ فروردین ۱۳۷۸ با شمارهٔ ثبت ۲۳۱۶ به‌عنوان یکی از آثار ملی ایران به ثبت رسیده است.